# Fuel (datorspel)
Fuel är ett datorspel av racingtyp från 2009 utvecklat av Asobo Studio och utgivet av Codemasters. Spelet släpptes 2 juni 2009 till Playstation 3 och Xbox 360, och 5 juni samma år till Microsoft Windows.

## Gameplay
Fuel utspelar sig i en 14 000 km² stor öppen värld, ett post-apokalyptiskt landskap som uppstått efter den globala uppvärmningen. Spelaren stöter på olika väderfenomen, som till exempel tornados eller sandstormar.
Spelet har ett friläge, där man kan köra sitt fordon fritt i världen utan laddningstider. Skulle man däremot krocka fordonet eller använda sig av återställningsfunktionen för att komma tillbaka till vägen, dyker en laddningsskärm upp. 

### Fordon
Spelaren börjar i ett av 19 läger, med ett par fordon i början av enspelarkampanjen, i spelet kallat karriärläget. Om spelaren lyckas spela igenom hela karriärläget finns det 70 stycken fordon, indelade i sex klasser, att välja mellan. Här inkluderas motorcyklar, bilar, SUV:ar, lastbilar och svävare.

### Utforska
Genom att utforska och köra runt fritt i världen kan man hitta olika typer av utmaningar, som till exempel består av att köra ett lopp ute i vildmarken. Man kan även hitta olika uppgraderingar till fordonen, samla "Vista"-poäng och hitta tunnor med bensin, som gör att man kan köpa och modifiera sina fordon.